# Missen-Wilhams
Missen-Wilhams – miejscowość i gmina w południowych Niemczech, w kraju związkowym Bawaria, w rejencji Szwabia, w regionie Allgäu, w powiecie Oberallgäu, wchodzi w skład wspólnoty administracyjnej Weitnau. Leży w Allgäu, około 18 km na północny zachód od Sonthofen.

## Dzielnice
Aigis, Berg, Börlas, Geratsried, Missen, Wiederhofen i Wilhams.

## Demografia
| Rok  | Liczba mieszkańców |
| ---- | ------------------ |
| 1970 | 1139               |
| 1987 | 1135               |
| 2000 | 1385               |

## Zabytki
- Kościół pw. św. Marcina (St. Martin)
- Muzeum Carla Hirnbeina
- mosty rzymskie

## Polityka
Wójtem gminy jest Hans-Ulrich von Laer z CSU/Unabhängige Bürger, jego poprzednikiem był Wolfgang Abt. W radzie gminy zasiada 12 osób.
|      | CSU/FW | CSU/Unabhängige Bürger | FW | Razem |
| 2008 | –      | 9                      | 3  | 12    |
| 2002 | 12     | –                      | –  | 12    |